# Paul Schwarz (Musiker)
Paul Schwarz (* 8. März 1946) ist ein deutscher Jazzmusiker (Piano, auch Kirchenorgel) und Komponist.

## Leben und Wirken
Schwarz studierte zwischen 1967 und 1974 Kirchenmusik und Mathematik an der Eberhard Karls Universität Tübingen. Schon in dieser Zeit war er ab 1970 als Pianist im Bereich Kammermusik, Liedbegleitung und Theatermusik selbständig tätig. Seit 1974 widmet er sich verstärkt der Jazz- und Popularmusik; er trat regelmäßig in Bandprojekten um Herbert Joos und dann auch um Michael Sell auf. Auch spielte er mit der Hans Koller Brass Band und präsentierte sich immer wieder in verschiedenen Konstellationen mit Bernd Konrad vom Duo bis zum baden-württembergischen Allstar-Ensemble „Südpool“. Weiterhin wurde er als Repräsentant Deutschlands zum Jazzworkshop der Europäischen Rundfunkunion nach Aarhus entsendet. Schwarz trat bei Festivals in fast allen europäischen Ländern auf; seit 1976 war er mit Bigbands und Combos aus Baden-Württemberg auf Gastspielreisen in Asien, Afrika und den USA.
Schwarz ist als Komponist auch jenseits des Jazzbereichs aktiv, wo er zahlreiche Stücke für zwei bis zwölf Spieler im Jazzbereich verfasste; u. a. veröffentlichte er folgende Stücke: „Concertino für Marimbaphon und Kammerorchester“ (1984), „Piano / Orgel Solowerke“ (1985–1988), „Suite 11– 88 für Perkussion, Synthesizer & 11 Klaviere“ (1998), „Meditationen on B.“ (Orgel & Perkussion) 1997, „Soundspace für 2 Perkussionisten, Synthesizer und Octophonic Mix“ (1998). Er nahm mehr als zwanzig Alben mit verschiedenen Ensembles auf, zuletzt 2006 die Aufnahme „Poulenc meets Jazz“ mit Gregor und Veit Hübner und dem Württembergischen Kammerchor.
Schwarz war zunächst an der Hochschule für Musik und Darstellende Kunst Stuttgart Dozent für Piano und Jazztheorie und lehrt heute an der Musikhochschule Trossingen.

## Diskographische Hinweise
- New Jazz Ensemble Burning Flowers (mit Herbert Joos, Michael Seil, Heiner Wiberny, Bernd Konrad, Adelhard Roidinger, Jacek Bednarek, Thomas Cremer; Bellaphon 1975)
- Bernd Konrad/Paul Schwarz Sali (Creative Works Records, 1985)
- Herbert Joos Ballade Noir (mit Joe Koinzer; Free Flow Music 1992)
- Südpool Jazz Project V Marcia Funebre: The Italian Suite (mit Herbert Joos, Pino Minafra, Sebastiano Tramontana, Claus Stötter, Sebastian Studnitzky, Frank Heinz, Bernd Konrad, Eugenio Colombo, Ekkehard Rössle, Uwe Werner, Jon Sass, Winfried Rapp, Günter Lenz, Joe Koinzer, Michael Kersting; L+R Records 1994)
- Paul Schwarz / Gregor Hübner: Elegie (Fenn, 2002)